# Maria d'Ungheria (regina di Napoli)
Maria (1257 – 25 marzo 1323), figlia del re d'Ungheria Stefano V e della regina Elisabetta dei Cumani, fu regina consorte di Napoli, come moglie del re Carlo II d'Angiò, dal 1285 al 1309, anno della morte del marito.

## Biografia
Fu la figlia - forse primogenita - di Stefano V di Ungheria e di sua moglie, la regina Elisabetta, figlia di Köten, un capotribù dei Cumani. Prima del matrimonio col sovrano angioino, Maria era di religione pagana. Suo fratello Ladislao regnò sull'Ungheria dal 1272 al 1290.
Dopo le nozze con Carlo II lo Zoppo, acquisì il titolo di regina consorte di Napoli, dal 1285 al 1309 e ricevette il castello di Melfi come residenza ufficiale nel 1284.
Fece ricostruire il complesso conventuale delle monache clarisse e la chiesa di Santa Maria Donnaregina a Napoli, danneggiati dal terremoto del 1293, dove fu collocato il suo sepolcro, opera di Tino di Camaino, terminato nel 1326.
Maria fu vicaria del marito durante le lunghe assenze di quest'ultimo spesso al comando di attività militari, come ad esempio le guerre dei Vespri siciliani.

## Matrimonio e figli
Nel giugno del 1270, all'età di circa tredici anni, sposò a Napoli l'erede al trono Carlo, duca di Calabria, figlio primogenito di Carlo d'Angiò e di Beatrice di Provenza.
Dall'unione nacquero quattordici figli:
- Carlo Martello, (Napoli, 8 settembre 1271 – ivi, 19 agosto 1295) principe di Salerno e re titolare d'Ungheria
- Margherita (1273 – 31 dicembre 1299), dal 1290 contessa d'Angiò e del Maine
- San Ludovico di Tolosa (Nocera, 9 febbraio 1275 – Chateau de Brignoles, 19 agosto 1298), vescovo di Tolosa, fu santificato nel 1317.
- Roberto il Saggio (pressi di Capua, 1278 – Napoli, 20 gennaio 1343), re di Napoli, duca di Calabria, principe di Salerno e Capua, conte di Provenza e Forcalquier, re titolare di Gerusalemme e Sicilia
- Filippo I di Taranto (10 novembre 1278 – Napoli, 23 dicembre 1332), principe di Taranto, Acaia e Morea, despota d'Epiro, signore di Durazzo e del regno d'Albania, imperatore titolare di Romania, imperatore titolare di Costantinopoli, pretendente al regno di Tessalonica
- Raimondo Berengario (1281 – ottobre 1305), conte di Provenza e Andria e signore del Piemonte dal 1304, sposò Beatrice Cappai de Baux, principessa d'Arborea[senza fonte]
- Eleonora (agosto 1282 – Monastero di San Nicola d'Arena, 9 agosto 1343), il 13 maggio 1302 a Messina sposò Federico II d'Aragona, re di Trinacria
- Bianca (1283 circa – Barcellona, 14 ottobre 1310), il 29 ottobre 1295 a Villebertran sposò Giacomo II d'Aragona
- Galeazzo o Giovanni (m. dopo il 1308), prete
- Tristano (1284 – 1288)
- Maria (1290 circa – 1346/47), il 9 febbraio 1304 sposò per procura Sancho I, re di Maiorca; nel 1326 sposò Giacomo II d'Aragona, barone di Xérica
- Pietro (1292 – battaglia di Montecatini, 29 agosto 1315), conte di Gravina
- Giovanni di Gravina (1294 – Napoli, 5 aprile 1336), conte di Gravina e Alba, duca di Durazzo, principe d'Acaia (o di Morea), signore del regno d'Albania
- Beatrice (1295 – Andria, 1335), nel 1305 sposò Azzo VIII d'Este, signore di Ferrara; nel 1309 sposò Bertrando III del Balzo, portando in dote la contea di Andria, Montescaglioso e Squillace

## Ascendenza
|                         |   |                       | Genitori                  |  |  | Nonni |  |  | Bisnonni             |  |  | Trisnonni           |  |
|                         |   |                       |                           |  |  |       |  |  | Andrea II d'Ungheria |  |  | Béla III d'Ungheria |  |
|                         |   |                       |                           |  |  |       |  |  | Andrea II d'Ungheria |  |  | Béla III d'Ungheria |  |
|                         |   | Agnese d'Antiochia    |                           |  |  |       |  |  | Andrea II d'Ungheria |  |  |                     |  |
| Béla IV d'Ungheria      |   |                       |                           |  |  |       |  |  | Andrea II d'Ungheria |  |  |                     |  |
|                         |   | Gertrude di Merania   | Bertoldo IV d'Andechs     |  |  |       |  |  |                      |  |  |                     |  |
|                         |   | Gertrude di Merania   | Bertoldo IV d'Andechs     |  |  |       |  |  |                      |  |  |                     |  |
|                         |   | Gertrude di Merania   | Agnese di Rochlitz        |  |  |       |  |  |                      |  |  |                     |  |
| Stefano V d'Ungheria    |   | Gertrude di Merania   |                           |  |  |       |  |  |                      |  |  |                     |  |
|                         |   | Teodoro I Lascaris    | …                         |  |  |       |  |  |                      |  |  |                     |  |
|                         |   | Teodoro I Lascaris    | …                         |  |  |       |  |  |                      |  |  |                     |  |
|                         |   | Teodoro I Lascaris    | …                         |  |  |       |  |  |                      |  |  |                     |  |
| Maria Lascaris di Nicea |   | Teodoro I Lascaris    |                           |  |  |       |  |  |                      |  |  |                     |  |
|                         |   | Anna Comnena Angelina | Alessio III Angelo        |  |  |       |  |  |                      |  |  |                     |  |
|                         |   | Anna Comnena Angelina | Alessio III Angelo        |  |  |       |  |  |                      |  |  |                     |  |
|                         |   | Anna Comnena Angelina | Eufrosina Ducena Camatera |  |  |       |  |  |                      |  |  |                     |  |
| Maria d'Ungheria        |   | Anna Comnena Angelina |                           |  |  |       |  |  |                      |  |  |                     |  |
|                         | … | …                     |                           |  |  |       |  |  |                      |  |  |                     |  |
|                         | … | …                     |                           |  |  |       |  |  |                      |  |  |                     |  |
|                         | … | …                     |                           |  |  |       |  |  |                      |  |  |                     |  |
| Köten                   | … |                       |                           |  |  |       |  |  |                      |  |  |                     |  |
|                         |   | …                     | …                         |  |  |       |  |  |                      |  |  |                     |  |
|                         |   | …                     | …                         |  |  |       |  |  |                      |  |  |                     |  |
|                         |   | …                     | …                         |  |  |       |  |  |                      |  |  |                     |  |
| Elisabetta dei Cumani   |   | …                     |                           |  |  |       |  |  |                      |  |  |                     |  |
|                         |   | …                     | …                         |  |  |       |  |  |                      |  |  |                     |  |
|                         |   | …                     | …                         |  |  |       |  |  |                      |  |  |                     |  |
|                         |   | …                     | …                         |  |  |       |  |  |                      |  |  |                     |  |
| …                       |   | …                     |                           |  |  |       |  |  |                      |  |  |                     |  |
|                         |   | …                     | …                         |  |  |       |  |  |                      |  |  |                     |  |
|                         |   | …                     | …                         |  |  |       |  |  |                      |  |  |                     |  |
|                         |   | …                     | …                         |  |  |       |  |  |                      |  |  |                     |  |
|                         |   | …                     |                           |  |  |       |  |  |                      |  |  |                     |  |